# Publio Erennio Dessippo
Publio Erennio Dessippo (in latino Publius Herennius Dexippus; Atene, 210 circa – 273) è stato uno storico, politico e militare greco antico.

## Biografia
Apparteneva ad un'antica famiglia del demo attico di Ermo, sacerdote ereditario dei misteri eleusini della famiglia dei Cerici, che tenne gli uffici di arconte re e di arconte eponimo di Atene. 
Quando gli Eruli invasero la Grecia e assediarono Atene nel 269, Dessippo mostrò grande coraggio personale, mostrando un patriottismo degno dei suoi antenati; venne eretta una statua in suo onore, la cui iscrizione è stata preservata, anche se non cita i suoi risultati militari.

## Opere
Fozio menziona tre lavori storici di Dessippo, dei quali rimangono frammenti considerevoli .
Inizialmente, una epitome di un lavoro di Arriano, intitolata Storia dei Diadochi, seguita da una Cronaca che copriva dalle origini fino al 269/270 (questo lavoro venne proseguito da Eunapio fino al 404). La scomparsa di Dexippo lasciò una sorta di "buco storiografico" nei decenni a cavallo tra la fine del III secolo e quello successivo, dato che non conosciamo autori importanti per questo periodo fino al fiorire della storiografia ecclesiastica o agli epitomatori della seconda metà del IV secolo. Ragion per cui è stata ipotizzata una grande opera storica, una storia imperiale, chiamata Enmannsche Kaisergeschichte, oggi completamente perduta, che avrebbe funzionato da "ponte storiografico" per il periodo in questione, e di cui si sarebbero servite le fonti più autorevoli di IV secolo.
Più monografica e legata alle vicende dell'autore era l'opera Skythikà, in almeno 3 libri, riguardo alle invasioni germaniche del 238-270, dalla quale proviene, tra l'altro un'ampia lettera dell'imperatore Decio, esemplificativa dello stile retorico e ampliato tipico della storiografia classica adottato da Dessippo.
Fozio, sempre nello stesso codice, parla molto bene dello stile di Dessippo, che pone allo stesso livello di Tucidide.

## Edizioni
- F. Jacoby, FGrHist, A. Universalgeschichte und Hellenika ("Storia universale e Hellenikà") [nn. 64-105], Berlin, Weidmann, 1926, n. 100 (edizione critica).
- F. Jacoby, FGrHist, C. Kommentar zu Nr. 64 - 105 ("Commento ai nn. 64 - 105"). Berlin, Weidmann, 1926.
- L. Mecella, Dexippo di Atene. Testimonianze e frammenti. Introduzione, edizione, traduzione e commento. Tivoli 2013.